# Tessy-sur-Vire
Tessy-sur-Vire è un comune francese soppresso e comune delegato del dipartimento della Manica nella regione della Normandia. Il 1º gennaio 2016 è confluito nel nuovo comune di Tessy-Bocage di cui è capoluogo.

## Simboli
Lo stemma comunale è in uso dal 1968.

## Società

### Evoluzione demografica
Abitanti censiti